# پاناسونیک لومیکس دی‌ام‌سی-جی‌اف۲
پاناسونیک لومیکس دی‌ام‌سی-جی‌اف۲ (به انگلیسی: Panasonic Lumix DMC-GF2) یک دوربین عکاسی ساخت شرکت پاناسونیک است.